# Martin Sandberger
Martin Sandberger (Charlottenburg, 17 agosto 1911 – Stoccarda, 30 marzo 2010) è stato un agente segreto tedesco delle SS tedesche e perpetratore dell'Olocausto, poi condannato.
Comandò il Sonderkommando 1a dell'Einsatzgruppe A, così come la Sicherheitspolizei e la SD in Estonia. Sandberger fu responsabile di diversi omicidi di massa nei confronti degli ebrei negli stati baltici, fu anche responsabile dell'arresto degli ebrei in Italia e della loro deportazione nel campo di concentramento di Auschwitz. Sandberger fu il secondo più alto funzionario dell'Einsatzgruppe A ad essere processato e condannato..

## Biografia

### Primi anni
Martin Sandberger nacque a Charlottenburg, Berlino, figlio di un direttore della IG Farben. Sandberger studiò giurisprudenza presso le Università di Monaco, Colonia, Friburgo e Tubinga. All'età di 20 anni aderì al Partito Nazista e alle SA. L'8 marzo 1933 Sandberger e il compagno di studi Erich Ehrlinger alzarono la bandiera nazista davanti all'edificio principale dell'Università di Tubinga.
Nel 1935 conseguì il dottorato. Come funzionario della Lega studentesca nazista divenne infine ispettore universitario. Nel 1936 divenne un membro arruolato delle SS e sotto il comando di Gustav Adolf Scheel per la SD nel Württemberg.
Iniziò la carriera nella SD e nel 1938 fu promosso al grado di SS-Sturmbannführer. Sandberger lavorò come assistente del giudice presso l'Amministrazione degli Interni del Württemberg e divenne consigliere del governo nel 1937.

## Le attività durante la seconda guerra mondiale
Dopo l'invasione tedesca della Polonia nel settembre 1939, Heinrich Himmler intraprese un programma, noto come Heim ins Reich, che prevedeva la cacciata della popolazione nativa nelle aree della Polonia e la sua sostituzione con i tedeschi etnici, i Volksdeutsche, in diverse zone come gli stati baltici e la Polonia orientale occupata dai sovietici. Il 13 ottobre 1939 Heinrich Himmler nominò Sandberger capo dell'Ufficio immigrazione centro-orientale, l'Einwandererzentralstelle Nord-Ost, e fu incaricato della "valutazione razziale" (rassische Bewertung) dei vari immigrati Volksdeutsche.
Nel giugno 1941, Sandberger fu nominato capo del Sonderkommando 1a dell'Einsatzgruppe A. Durante le prime due settimane dell'invasione tedesca dell'Unione Sovietica, iniziata il 22 giugno 1941, Sandberger viaggiò con Franz Walter Stahlecker, il comandante dell'Einsatzgruppe A. Sandberger fu coinvolto dal marzo 1941 nella distribuzione di un business plan per la RSHA e come direttore dell'organizzazione del programma scolastico, Lehrplangestaltung der Schulen.

### L'Ordine del Führer
L'organizzazione nazista maggiormente responsabile dell'esecuzione dell'Olocausto negli stati baltici fu il Sicherheitsdienst (SD). La SD, che organizzò le Einsatzgruppen, si comportò secondo l'intesa che esisteva un ordine fondamentale, a volte chiamato Führerbefehl, per uccidere gli ebrei. Sandberger fu messo a conoscenza dell'ordine del Führer da Bruno Streckenbach, un funzionario del Dipartimento IV dell'Ufficio della sicurezza del Reich (RSHA). Secondo la testimonianza di Sandberger, imputato nel Processo agli Einsatzgruppen dopo la guerra, Streckenbach tenne un discorso presso la sede della Gestapo a Berlino sull'ordine del Führer, a cui Sandberger partecipò. Streckenbach diede a Sandberger istruzioni esplicite in una conversazione personale:

### Il trasferimento in Estonia
Sandberger entrò a Riga con le Einsatzkommando 1a e 2. Queste organizzazioni si impegnarono nella distruzione delle sinagoghe, nella liquidazione di 400 ebrei e nella creazione di gruppi con lo scopo di fomentare i pogrom. Dopo la guerra, mentre era sotto processo per crimini di guerra, il tentativo di Sandberger di sottrarsi alle responsabilità fu respinto dal tribunale: "Sebbene sia stato dimostrato che non solo si trovava a Riga nel momento in cui si sono verificati, ma in realtà ha avuto una conversazione in merito con il comandante dell'Einsatzgruppe Stahlecker prima di lasciare Riga".
All'inizio di luglio 1941, Sandberger fu inviato in Estonia per ordine di Stahlecker. Secondo la successiva testimonianza di Sandberger, Stahlecker chiarì che Sandberger fu inviato in Estonia per eseguire l'ordine del Führer. Ci furono una serie di uccisioni di ebrei, zingari, comunisti e malati di mente una volta che Sandberger e il suo kommando entrarono in Estonia. Un rapporto del 15 ottobre 1941 sulle esecuzioni nell'Ostland, durante il mandato di Sandberger, incluse un articolo sotto la voce Estonia di 474 ebrei e 684 comunisti.
Altri furono arrestati e inviati nei campi di concentramento. Il rapporto n. 17, datato 9 luglio 1941, riporta:
Il 10 settembre 1941, Sandberger promulgò un ordine generale per l'internamento degli ebrei che portò all'internamento di 450 ebrei in un campo di concentramento a Pskov, in Russia. Gli ebrei furono poi giustiziati.
Sandburger fu altamente raccomandato per la promozione nelle SS:
Il 3 dicembre 1941 divenne comandante della polizia di sicurezza e SD per l'Estonia.

### Le operazioni in Italia
Sandberger tornò in Germania nel settembre 1943. Nell'autunno del 1943 Sandberger fu nominato capo della Gestapo per la città italiana di Verona. In questa veste fu coinvolto nell'arresto degli ebrei del Nord Italia e nell'organizzazione del loro trasporto al campo di concentramento di Auschwitz.

### Le attività di spionaggio
Nel gennaio 1944, Sandberger divenne capo del Dipartimento A presso l'Ufficio della sicurezza del Reich Amt. VI Ausland-SD (il servizio di intelligence estero): in questa posizione riferì direttamente a Walter Schellenberg. Tenne i conti nazionali ed esteri, oltre i registri finanziari dell'organizzazione. Come primo assistente di Schellenberg, Sandberger agì come suo uomo di collegamento con Heinrich Himmler.
Con l'accesso ottenuto alle informazioni altamente segrete, durante l'interrogatorio britannico dopo la guerra, Sandberger cercò di ritardare o evitare l'accusa rivelando ciò che sapeva. Fino a quando non furono scoperti i rapporti interni dell'Einsatzgruppen, Sandberger riuscì a convincere gli interpreti britannici che il suo resoconto delle attività a Tallinn come Kommandeur der Sicherheitspolizei non comportò "nessuna prova di particolari azioni criminali sotto la sua responsabilità."

## Processo
Nel processo agli Einsatzgruppen, Sandberger fu accusato di crimini contro l'umanità, crimini di guerra e appartenenza all'organizzazione criminale delle SS. Al processo, Sandberger negò la responsabilità delle uccisioni descritte nel rapporto del 15 ottobre e cercò di incolpare la polizia tedesca e la guardia interna estone. Questa tesi fu respinta dal tribunale, considerando che la guardia interna estone fosse sotto la giurisdizione e il controllo di Sandberger durante quelle operazioni specifiche, come mostra lo stesso rapporto. Allo stesso modo, Sandberger affermò di aver arrestato gli ebrei inviati a Pskov per proteggerli, sperando che durante l'internamento l'ordine del Führer potesse essere revocato o modificato, e che non fu in generale responsabile della loro esecuzione nel campo di detenzione di Pskov. Sandberger si dichiarò responsabile di "solo una frazione" degli omicidi, stimando questa "frazione" tra le 300 e le 350 persone.
R. Sì, 14500, sì.

D. Ciò significa che sono stati uccisi 1000?

R. Sì, lo prendo dal documento.

D. Lo sai. Lo sapevi? Ti ricordi?

R. Il rapporto deve essere stato inviato a me.

D. Allora almeno una volta lo sapevi?

R. Sì.

D. Eri in Estonia allora?

R. Sì, ma non sono stati fucilati sotto la mia responsabilità. Sono responsabile solo per 350.

D. Sei responsabile per 350?

R. Questa è la mia stima.»
Sandberger affermò che l'esecuzione degli ebrei a Pskov avvenne in sua assenza e a sua insaputa. Il tribunale ritenne che la sua stessa testimonianza di Sandberger lo avesse condannato:
R. Sì. Ho dato l'ordine.

D. Sapeva che in un futuro non avrebbero potuto aspettarsi altro che la morte?

R. Speravo che Hitler ritirasse l'ordine o lo cambiasse.

D. Sapeva che la probabilità, al limite della certezza, era che sarebbero stati fucilati dopo essere stati raccolti?

R. Sapevo che c'era questa possibilità, sì.

D. In effetti, quasi una certezza, non è vero?

R. Era probabile.»
R. Sì.

D. E poi sono stati fucilati; sono stati fucilati; non è giusto?

R. Sì.

D. Dai membri del tuo comando?

A. Da uomini estoni che erano subordinati ai miei capi del Sonderkommando; allora sono anche io.

D. Allora, infatti, sono stati fucilati dai membri sotto il tuo comando?

R. Sì.

D. Allora, come risultato dell'Ordine del Fuehrer, questi ebrei furono fucilati?

R. Sì.»
Sandberger testimoniò di aver protestato contro la disumanità dell'ordine del Führer, ma il suo resoconto non fu accolto dal Tribunale militare di Norimberga che stava conducendo il processo:"Nonostante le proteste dell'imputato dal banco dei testimoni, è evidente dalle prove documentali e dalla sua propria testimonianza, che ha acconsentito volentieri all'esecuzione dell'ordine del Fuehrer."

## Condanna a morte e rinvio
Sandberger fu dichiarato colpevole a tutti gli effetti. Nel settembre 1947, il giudice Michael Musmanno pronunciò la sentenza del tribunale:
Nonostante le pressioni politiche, il generale Lucius D. Clay confermò la condanna a morte di Sandberger nel 1949. Nel 1951, la condanna di Sandberger fu commutata in ergastolo dal consiglio di clemenza del "Peck Panel" che agiva sotto l'autorità di John J. McCloy, Alto Commissario per la Germania degli Stati Uniti. McCloy aveva ricevuto pressioni politiche da William Langer, senatore degli Stati Uniti dal North Dakota, per concedere il rinvio. Molti degli elettori di Langer erano di origine tedesca, e Langer ritenne che il processo contro chiunque non fosse un alto grado nazista fosse contrario alla tradizione legale americana e aiutasse il comunismo.
Il padre di Sandberger, un direttore di produzione in pensione della IG Farben, sfruttò i suoi legami con il presidente della Germania occidentale Theodor Heuss. Heuss a sua volta contattò l'ambasciatore statunitense, in quel momento James B. Conant, con la richiesta di grazia. Furono presentate numerose richieste di clemenza da parte di svariate personalità influenti, tra cui il ministro della Giustizia Wolfgang Haußmann e il Landesbischof Martin Haug. Il noto avvocato e vicepresidente del parlamento della Germania Ovest Carlo Schmid, preoccupato per le condizioni di Sandberger nel carcere di Landsberg, si espresse a favore della commutazione della pena. Successivamente, queste e altre persone influenti, fecero pressioni per il rilascio anticipato di Sandberger.
Alla fine del 1957, ci furono solo quattro criminali di guerra tenuti in prigione nella Germania occidentale. Uno di loro era Sandberger, che, il 9 gennaio 1958, fu rilasciato dalla prigione di Landsberg. Successivamente, attraverso la mediazione di Bernhard Müller, ricevette l'incarico di consulente legale nel Gruppo Lechler.
Fino al 1972, Sandberger fu più volte chiamato a testimoniare nei processi per crimini di guerra nazisti, come nel 1958 nel processo contro l'Einsatzkommando Tilsit a Ulm. L'accusa presso le Procure della Repubblica di Monaco (1962) e Stoccarda (1971/72) per la sua responsabilità per la "fucilazione di numerose persone, inclusi comunisti, ebrei e paracadutisti negli anni 1941-1943" fu bloccata: il motivo fu che Sandberger era già stato condannato nel 1948 nel processo davanti al Tribunale militare internazionale di Norimberga. Ciò escluse l'azione penale da parte delle autorità giudiziarie tedesche in conformità con il Trattato del 1955 sulla regolamentazione delle questioni di guerra e occupazione, il cosiddetto Trattato di transizione. Sandberger morì il 30 marzo 2010, all'età di 98 anni.

### Atti processuali
- Stahlecker, Franz W., "Comprehensive Report of Einsatzgruppe A Operations up to 15 October 1941", Exhibit L-180, translated in part and reprinted in Office of the United States Chief of Counsel For Prosecution of Axis Criminality, Nazi Conspiracy and Aggression, Volume VII, pages 978–995, USGPO, Washington DC 1946 ("Red Series")
- Trials of War Criminals before the Nuernberg Military Tribunals under Control Council Law No. 10, Nuernberg, October 1946 - April 1949, su loc.gov, IV, ("Green Series) (the "Einsatzgruppen case").. Anche in  Mazel library, su mazal.org.